# Norra Kvarnträsket
Norra Kvarnträsket är en sjö i Arvidsjaurs kommun i Lappland och ingår i Skellefteälvens huvudavrinningsområde. Sjön har en area på 0,487 kvadratkilometer och ligger 394,2 meter över havet.

## Delavrinningsområde
Norra Kvarnträsket ingår i det delavrinningsområde (725663-166802) som SMHI kallar för Utloppet av Södra Kvarntjärnen. Medelhöjden är 403 meter över havet och ytan är 2,25 kvadratkilometer. Räknas de 2 avrinningsområdena uppströms in blir den ackumulerade arean 20,23 kvadratkilometer. Petikån som avvattnar avrinningsområdet har biflödesordning 2, vilket innebär att vattnet flödar genom totalt 2 vattendrag innan det når havet efter 142 kilometer. Avrinningsområdet består mestadels av skog (69 procent). Avrinningsområdet har 0,45 kvadratkilometer vattenytor vilket ger det en sjöprocent på 20,1 procent.